# Non Serviam (skulptur)
För andra betydelser, se Non serviam (olika betydelser).

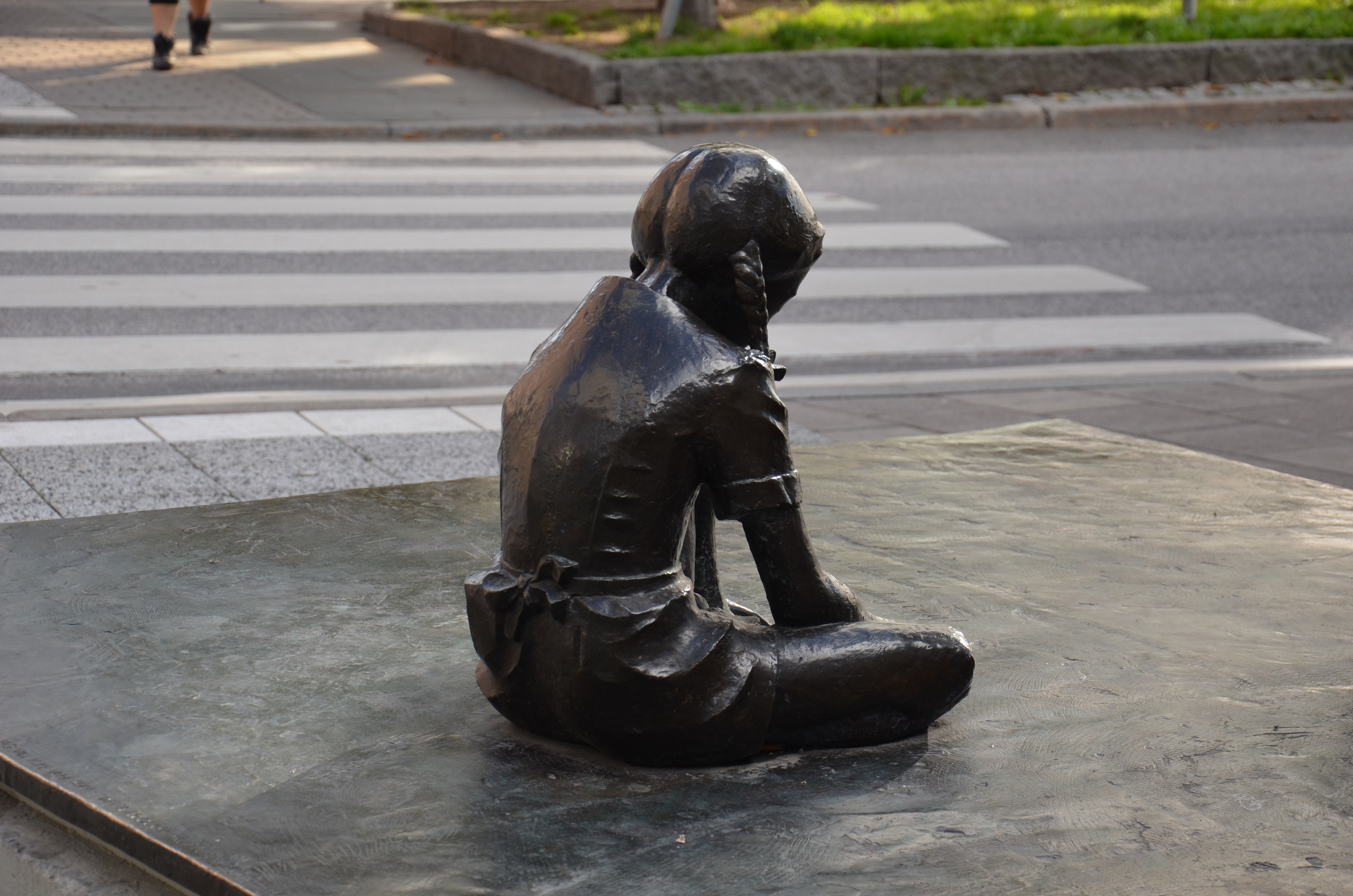
Non Serviam, Stockholm.

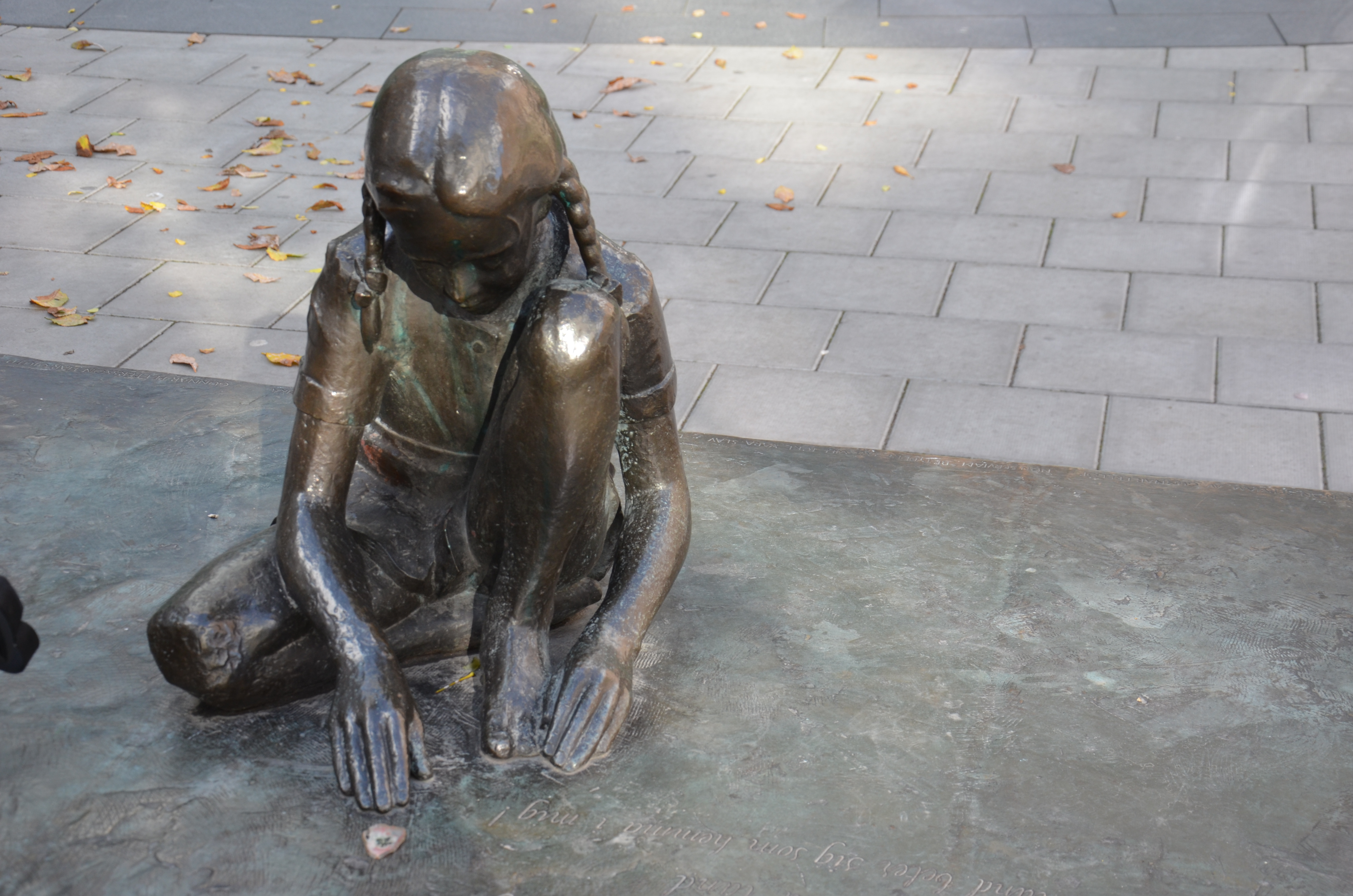
Non Serviam, Stockholm.

Non Serviam är en skulptur av Ernst Nordin uppförd på trottoaren vid Malmskillnadsgatan 25 i Stockholm 1980, namngiven efter den latinska frasen non serviam.
Skulpturen föreställer en ung flicka som sitter på marken och läser en dikt av Gunnar Ekelöf om en människas utsatta position i en hård värld. På skulpturen finns diktens första rader inristade:
| ”               | Jag är en främling i detta land men detta land är ingen främling i mig! Jag är inte hemma i detta land men detta land beter sig som hemma i mig! | „ |
| – Gunnar Ekelöf | |   |

Skulpturen är placerad på Malmskillnadsgatan, där gatan korsas av ett gångstråk från Sveavägen österut mot Birger Jarlsgatan. Malmskillnadsgatan på detta avsnitt var, när skulpturen sattes upp 1980, ett känt stråk för gatuprostituerade och kriminalitet.

## Skulpturens utförande
Skulpturen gjordes medvetet sensuellt finstämd, för att inte bara vara ett dekorativt inslag utan åskådaren skulle stanna till och begrunda. Platsen valdes därför i en av, i Nordins tycke, fulaste och mest ogästvänliga miljöer i Stockholms innerstad, Malmskillnadsgatan mellan Kungsgatan och Hamngatan och skulpturen skulle utformas med stark kontrast till och utan samspel med den omgivande arkitekturen.
Bronsflickan är utförd i naturlig storlek på ett betongfundament täckt med en bronsplatta i sitthöjd, tillräckligt stor för att man skall kunna sitta där och göra henne sällskap eller stående läsa dikten över hennes axel. Flickan heter Erika och är i 8-årsåldern, obekymrad av omgivningen, upptagen med det hon gör med sina händer. Hon sitter med böjd nacke och har barnsliga flätor, klädd i kortärmad tröja och kort kjol, som är knuten med rosett i midjan bak i ryggen. Hon ser värnlös ut. Gestaltens mjukhet stod i bjärt kontrast till den både arkitektoniskt hårda omgivningen och den gatuverksamhet som pågick vid tiden då skulpturen skapades – en medveten avsikt, så att hon kom att utgöra en sträng existentiell laddning av åskådarens eget rum.